# Королевский, Кирилл
Кирилл Королевский (фр. Jean François Joseph Charon, Korolevsky, Cyril; Cyril Korolevsky; Cyrille Korolevsky; Cyrille Korolevskij; Cyrill Karalevskij, 6 декабря 1878 года, Франция — 19 апреля 1959 года, Рим, Италия) — католический священник, член Папской Комиссии по кодификации Восточного Канонического права, участник Русского апостолата в Зарубежье, историк, публицист и церковный писатель.

## Биография
В 1902 году был посвящён в сан священника мельхитского обряда.
В 1909 году инкардинирован митрополитом Шептицким в клир Каменец-Подольской епархии.
Был консультантом Русской Литургической Комиссии и членом Папской Комиссии по кодификации Восточного Канонического права при Восточной конгрегации в Ватикане. Работал в архиве и библиотеке монастыря Гроттаферрата.
В 1938 году, в связи с празднованием 950-летия Крещения Руси участвовал в первой в истории Собора Святого Петра в Риме Литургии вместе с духовенством Украинской греко-католической церкви отцами: Иосифом Слипым, Климентом Шептицким, а также Виктором Новиковым sj.

## Сочинения
- Korolevskij Cyril. Les premiers temps de l’histoire du College Grec de Rome // Stoudion. № 3, 1926.
- Idem. Liturgie in lebender Sprache. Klosterneuburg bei Wien: Volksliturg. Apostolat, 1958.
- Idem. Liturgie en langue vivante / Les Saintes et divines liturgies de nos Saints pères, Jean Chrysostome, Basile le Grand et Grégoire le Grand (liturgie des présanctifiés), en usage dans l'Église grecque catholique orientale / Traduction française par le P. Cyrille Charon, 1904.
- Idem. History of the Melkite Patriarchates(Alexandria, Antioch, Jerusalem): from the sixth century Monophysite schism until the present.1910. (8 editions published between 1910 and 1999 in French and English)
- Idem. Living languages in Catholic worship. 1957. (15 editions published between 1955 and 1958 in 4 languages).
- Idem. Un projet d’anthologe pour la lecture privée de l’Office divin. 1954
- Idem. Métropolite André Szeptyckyj, 1865—1944. (10 editions published between 1920 and 2006 in French and English)
- Idem. Le quinzième centenaire de S. Jean Chrysostome (407—1907): et ses conséquences pour l’action catholique dans l’Orient gréco-slave.(5 editions published in 1909 in French)
- Idem. Kniga bytija moego = Le livre de ma vie: mémoires autobiographiques / édité et annoté par Giuseppe M. Croce. 5 v.: col. ill., col. maps. Published Cité du Vatican: Archives sècretes Vaticanes, 2007. (6 editions published in 2007 in French, Italian)
- Idem. Christian Antioch. (2 editions published in 2003 in English)
- Idem. Le Clerge occidental et l’apostolat dans l’orient asiatique et greco-slave. 1923.
- Idem. L’eparchia di Lungro nel 1921: Relazione e note di viaggio / a cura di Stefano Parenti. Studio introduttivo ed edizione con appendici di documenti editi e inediti. Rende: Università della Calabria - Fondazione Universitaria Francesco Solano, 2011.